# Henry Ragas
Henry Ragas (New Orleans, 1891. január 1. – New York, 1919. február 18.) amerikai dzsesszzongorista, zeneszerző. Az egyik tagja volt az Original Dixieland Jazz Bandnek, az első dzsesszzenekarnak, amely már kereskedelmi sikert ér el.

## Pályakép
Az Original Dixieland Jazz Bandben zongorázott a zenekar legkorábbi felvételein. Ő a legelső dzsesszzongorista, akinek a felvételeit rögzítették (nem számítva a gépzongora felvételeket), bár Henry Ragas közreműködései ma már alig hallhatóak a rendelkezésre álló korabeli primitív felvevőberendezések miatt. Az ő szerepe a zenekarban az akkordok kitöltése és a basszusvonal biztosítása volt. Az ismert felvételeken szólót nem játszott.
Ragas, mint szólózongorista 1910 és 1913 között szerzett tapasztalatokat. 1916-ban Johnny Stein együttesével Chicagóba utazott, majd otthagyta az együttest, és megalapította az Original Dixieland Jazz Bandet − az első olyan dzsesszzenekart, amely már felvételeket készített.
Ragas szerepelt az ODJB első 21 felvételén, köztük az általa komponált „Bluin' the Blues”-on. Ő írta a „Lazy Daddy”, a „Dixieland Jass Band One-Step”, a „Clarinet Marmalade Blues” és a „Reisenweber Rag” című dalokat is.
Az ODJB klasszikusokat és dzsessz-sztenderdeket is játszott, mint például a Livery Stable Bluest, amelyet az első dzsesszfelvételnek tartanak.
A Tiger Rag pedig dzsessztörténelem egyik legtöbbet rögzített dala.
Az 1919-es spanyolnátha-járványban halt meg. A helyére az ODJB-ben J. Russel Robinson került.

## Diszkográfia

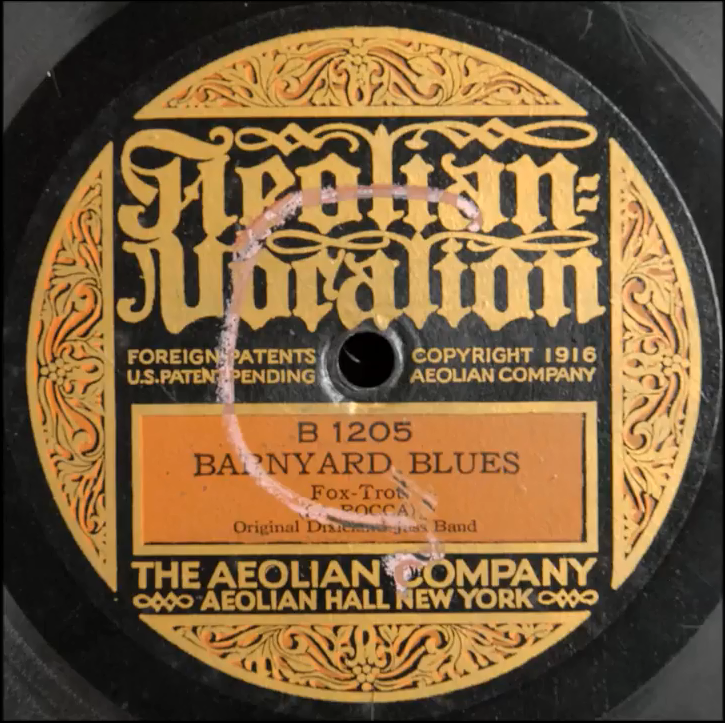
Original Dixieland Jass Band

- https://adp.library.ucsb.edu/index.php/mastertalent/detail/111605/Ragas_Henry

## Díjak
- 2006: Grammy Hall of Fame